# Ягиз Авджъ
Ягиз Авджъ (на английски: Yagiz Avci) е турски автомобилен състезател, през 2018 година се състезава в клас RC2, със състезателен автомобил Форд Фиеста RC5 (PX65 HUK Ford Motorsport Turkey). Победител в Рали България 2017 година с автомобил Пежо 208 Т26 R5.
Роден е в Истанбул, в семейството на Неджат Авджъ, който е един от най-известните турски пилоти от близкото минало, многократен победител в Рали Турция, шампион в клас 2 за 1997 година с Рено Меган Макси.